# T'it'q'et
T'it'q'et (Lillooet vlastiti), jedna od bandi Upper Lillooet Indijanaca s Fraser rivera, na mjestu gdje joj se priključuje Cayoosh Creek. Prema kanadskom uredu za Indijanske poslove (1904) sastojali su se od dvije skupine, jedna koja je imala 57 i druga od svega 6 osoba. Danas pod imenom T'it'q'et First Nation ili Lillooet Indian Band čine dio nacije Stl'atl'imx ili Lillooet. Naseljeni su na rezervatima: Kilchult 3, Lillooet 1, Lillooet 1a, Mccartney's Flat 4, Riley Creek 1b, Seton Lake 5 i Towinock 2.

## Vanjske poveznice
- T'it'q'et  Arhivirana inačica izvorne stranice od 26. listopada 2009. (Wayback Machine)